# Metapone gracilis
Metapone gracilis är en myrart som beskrevs av Wheeler 1935. Metapone gracilis ingår i släktet Metapone och familjen myror. Inga underarter finns listade i Catalogue of Life.